# Auge.Blau
Auge.Blau war eine Berliner Band, die von 2008 bis 2019 aktiv war. Die Gruppe bezeichnete ihren Musikstil als „SeemannscountryBlues“, eine Mischung aus Blues, Country und eigenen Seemannsliedern. Ihre Werke zeichneten sich durch melancholische Texte, eingängige Melodien und eine unverwechselbare Bühnenpräsenz aus.

## Geschichte
Die Ursprünge von Auge.Blau liegen im Berliner Musikmilieu, insbesondere im Schokoladen, wo sich die späteren Mitglieder in verschiedenen Formationen begegneten. Zu diesen Formationen zählten unter anderem die Golden Acker Rhythm Kings, das EPA Terzett, Kampanella is Dead und das Duo Auge mit Hering.
Das Duo Auge mit Hering bestand aus Auge (bürgerlich Peter „Auge“ Lorenz), dem Bruder von Flake Lorenz, dem Keyboarder der Band Rammstein, und Gersom „Hering“ Herold. Sie waren bekannt für ihre See- und Lebenslieder, die sie mit humorvollen Geschichten und selbstgezeichneten Comicdias präsentierten. Im Rahmen ihrer Show Freitag ist Freutag entstand die Aufnahme Auge mit Hering - endlich an Bord. Des Weiteren wirkten sie auf dem Sampler Im Namen der Musik... der Schokoladensampler mit.
Um 2008 formierte sich aus diesen Begegnungen die Band Auge.Blau, bestehend aus Don Angelo Fever (Gitarre, Gesang), Bolle (Bass), Der Taube (Schlagzeug), Hering (Keyboard) und Auge (Sprechgesang). Mit ihren ersten Auftritten in Berliner Clubs erregte die Band schnell Aufmerksamkeit in der Underground-Musikszene. Sie war bekannt für ihre charismatischen Live-Performances und ihre humorvollen, aber tiefgründigen Texte.
Ihr Debütalbum, Leuchtfeuer der Sehnsucht, erschien 2012 und enthält Songs wie Abgeschossenes Herz, Wo ist Montag und Das Mädchen, das ich liebe. Das Album wurde in der Szene positiv aufgenommen und trug zur Kultbildung um die Band bei. Die Record Release Party dieses Albums fand am 21. September 2012 im Roten Salon der Volksbühne Berlin mit Gastauftritten von Ahne, Fil, Ol u. a. statt.
Die Band trat in verschiedenen Clubs sowie auf diversen Straßenfesten auf, wie zum Beispiel dem Dunckerstraßenfest, dem Schokoladen-Hoffest und dem Knaack-Sommerfest.
Das zweite und letzte Album, Wer A sagt..., wurde 2019 veröffentlicht. Es erschien in einer limitierten Vinylauflage beim Berliner Label Staatsakt und gilt als künstlerisches Vermächtnis der Band. Im selben Jahr gaben Auge.Blau ihre Auflösung bekannt. Die Release- und Abschiedsshow fand am 1. November 2019 im Bornholm II in Berlin statt.

## Stil
Auge.Blau bezeichnete ihren Stil als „Seemannscountryblues“, eine Mischung aus Indiepop mit Einschlägen verschiedener Genres wie Ska, Rock ’n’ Roll, R&B und artverwandter Musik.

## Diskografie
- Leuchtfeuer der Sehnsucht (Eigenveröffentlichung, 2012)[16]
- Wer A sagt … (Staatsakt, 2019)[17]